# Надтока, Александр Александрович
Александр Александрович Надтока (6 марта 1991) — украинский гребец

## Карьера
Представляет спортивную команду Запорожья. Воспитанник СДЮШОР «Украина». Студент заочного отделения факультета физического воспитания Запорожского университета. Тренер — заведующий кафедрою, доцент Сватьев Андрей Вячеславович.
Серебряный призёр Универсиады - 2013. За высокий результат был награждён Орденом Даниила Галицкого. 
В 2014 году вошёл в основную четвёрку Украины. С ней стал чемпионом мира, чемпионом Европы. В 2015 году стал вице-чемпионом Европы.